# La Bóveda de Toro
La Bóveda de Toro es un municipio y villa española de la provincia de Zamora, en la comunidad autónoma de Castilla y León. Cuenta con una población de 676 habitantes (INE 2024).

## Geografía física

### Ubicación
El municipio se encuentra situado cerca de la esquina sureste de la provincia de Zamora, en la comarca de La Guareña, limitando con Guarrate, Fuentelapeña, Villabuena del Puente, El Pego y Vadillo de la Guareña. Cuenta con una superficie de 59,45 km² y, según datos del padrón municipal 2017 del INE, cuenta con una población de 748 habitantes.

### Hidrografía
El principal río que recorre el término es el río Guareña, que pasa junto al casco urbano de La Bóveda, donde recibe las aguas del arroyo del Juncal.

## Historia

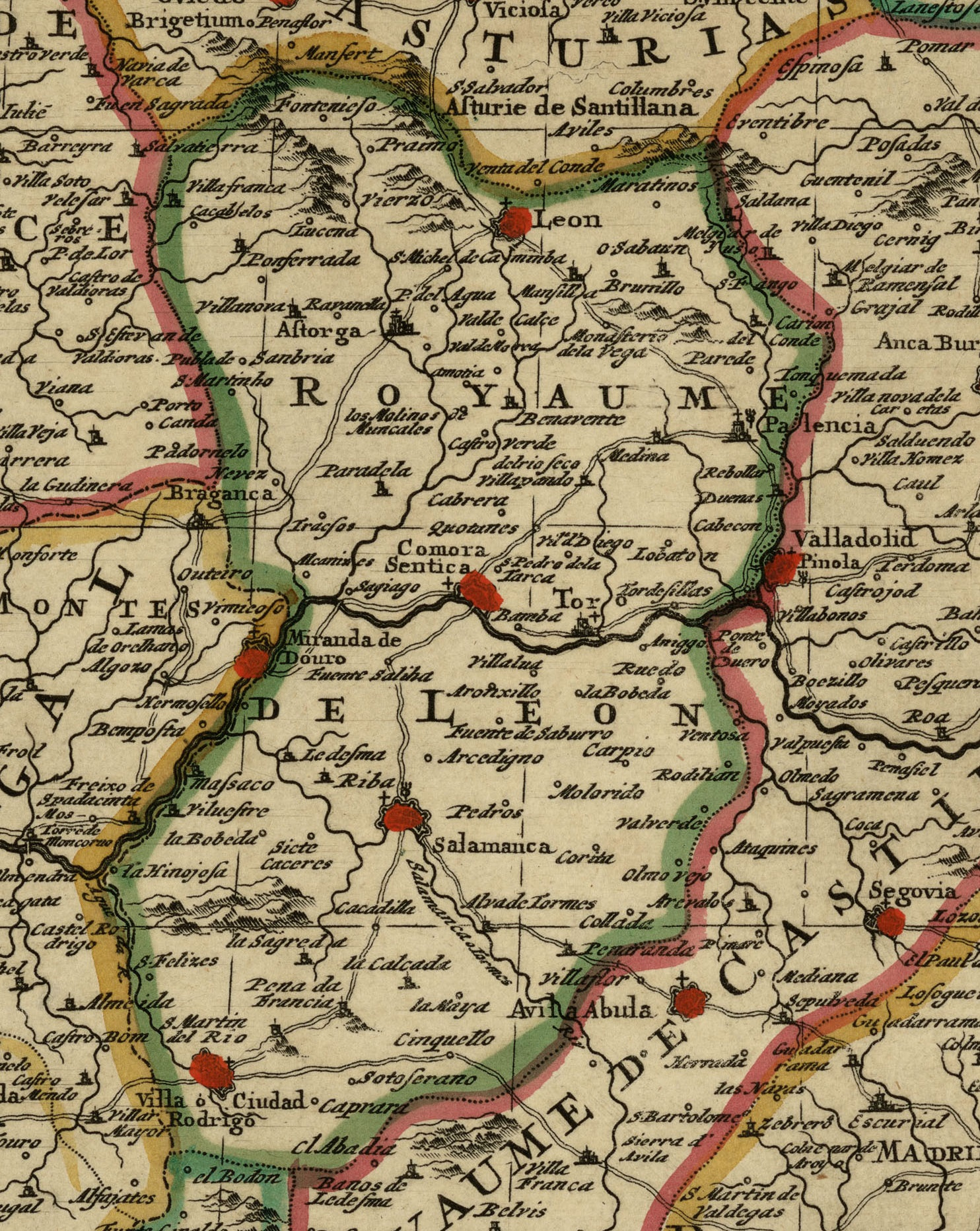
Detalle del mapa Carte Generale des Royaumes d'Espagne & de Portugal avec leurs principales divisions &c., realizado en 1705 por Pierre Husson, en el que se puede observar La Bóveda

En la Bóveda de Toro no se ha realizado ninguna prospección arqueológica que indique su origen fundacional. En la actualidad se considera como primera referencia documental de su existencia una carta donación, de 3 de junio de 1116, por la que la reina Urraca I de León cedió a La Bóveda de Toro junto con todas las aldeas entonces dependientes de ella (Algodre, Olmo, Vallesa, Ordeño, Villaralbo, Castrillo, Vadillo, Fuentelapeña, Villaescusa y Cañizal) a la orden de San Juan de Jerusalén. La documentación medieval recoge que a mediados del siglo XII la encomienda sanjuanista de La Bóveda tuvo como señor de la misma a Menendo y seguidamente a Gonzalo Peláez.
La Bóveda fue una de las localidades representadas por la ciudad de Toro en las Cortes de Castilla, pasando a integrarse en la Edad Moderna en la provincia de Toro. Con la creación de las actuales provincias en 1833, La Bóveda de Toro pasó a formar parte de la provincia de Zamora, dentro de la Región Leonesa, si bien esta última carecía de cualquier tipo de competencia u órgano común a las provincias que agrupaba, teniendo un mero carácter clasificatorio, sin pretensiones de operatividad administrativa. Tras la constitución de 1978, y la diversa normativa que la desarrolla, La Bóveda de Toro pasó a formar parte en 1983 de la comunidad autónoma de Castilla y León, en tanto municipio adscrito a la provincia de Zamora.

### SigloXIX
Así se describe a La Bóveda de Toro en la página 426 del tomo IV del Diccionario geográfico-estadístico-histórico de España y sus posesiones de Ultramar, obra impulsada por Pascual Madoz a mediados del siglo XIX:

BÓVEDA (LA)
Villa con ayuntamiento de la provincia de Zamora (5 leguas), partido judicial de Fuente del Saúco (2), audiencia territorial y capitanía general de Valladolid (11), diócesis nullius, por ser de la Encomienda de San Juan.
Situada en un valle rodeado de cerros, le combate el viento N y su clima produce tercianas y cuartanas.
Tiene 310 casas; la de ayuntamiento que sirve a la par de cárcel, y escuela de instrucción primaria; esta se halla a cargo de un maestro con la dotación de 500 reales y asisten 50 alumnos; hay una iglesia parroquial (San Juan) servida por un cura; a las inmediaciones de la villa brota una fuente de buen agua.
Confina el término N Villabuena a 1/2 legua; E Castronuño a 2; Fuente la Peña a igual distancia, y O Pego a 1. Se encuentra en él en un cerro muy elevado al N una ermita (Nuestra Señora de las Nieves), y le cruza el río Guareña, sobre el cual hay un puente.
El terreno es de mediana calidad.
Sus caminos locales en buen estado. La correspondencia se recibe de la administración de Fuente del Saúco, por medio de valijero los martes y sábados, y sale en los mismos días.
Producciones: trigo, cebada, centeno y avena; cría ganado lanar, vacuno y mular; hay caza de liebres y perdices, pesca de anguilas y barbos.
Industria: fábricas de aguardientes y un molino harinero.
Comercio: exportación de los frutos sobrantes.
Población: 280 vecinos, 1170 almas.

Capital productivo: 533 906 reales. Imponible: 101 942. Contribución en todos conceptos: 29 400 reales 33 maravedíes.

## Demografía
La Bóveda de Toro cuenta con una población de 676 habitantes (INE 2024).

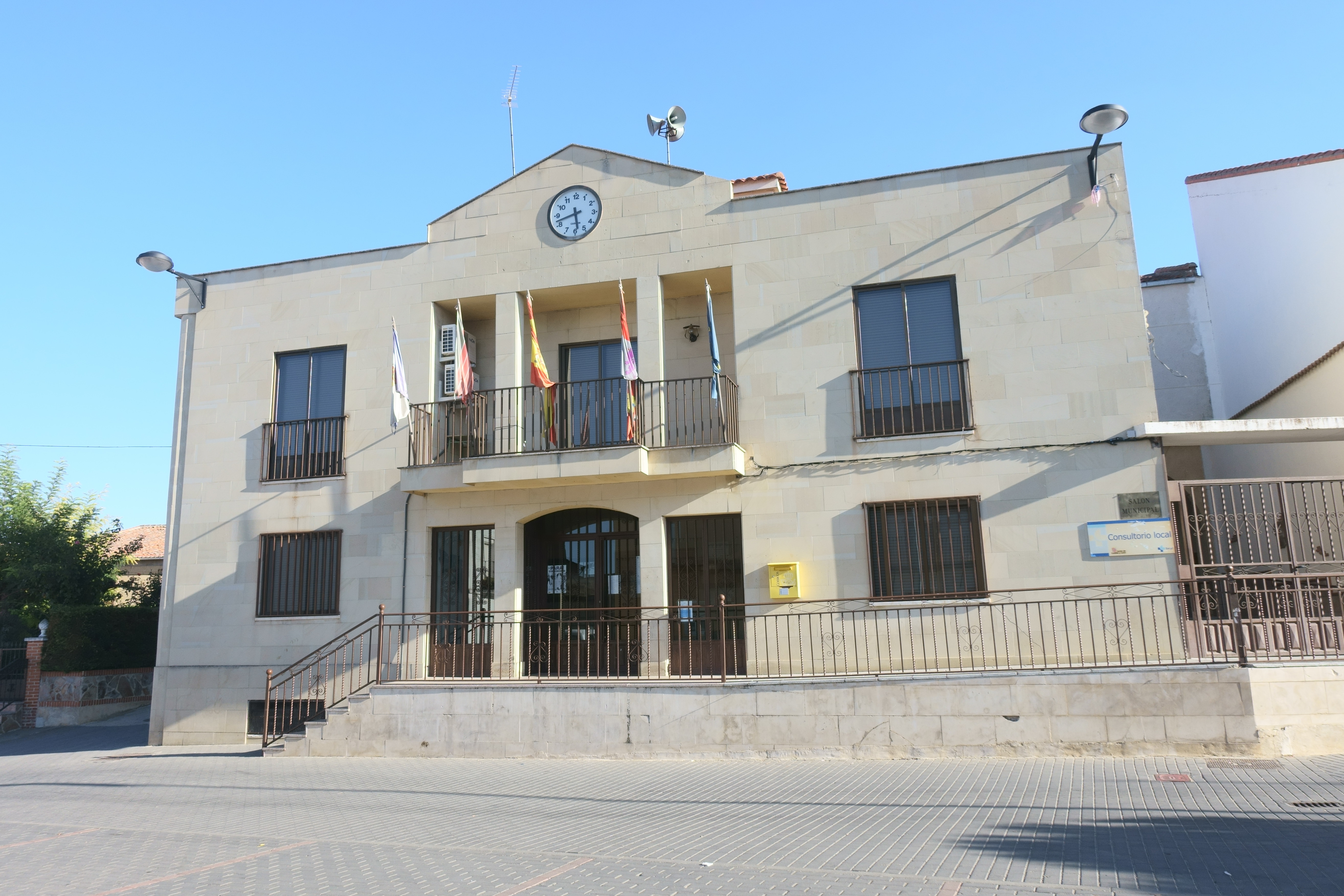
Casa consistorial

| Gráfica de evolución demográfica de La Bóveda de Toro entre 1842 y 2021                                             |
| |
| Población de derecho según los censos de población del INE Población de hecho según los censos de población del INE |

## Economía
Durante décadas la fabricación de chocolates ha sido una importante actividad en La Bóveda de Toro.

## Transporte y comunicaciones
Atraviesa el municipio la carretera provincial ZA-610 que lo une en dirección este con Castronuño, ya en la provincia de Valladolid y en dirección noroeste con Venialbo, Sanzoles, Moraleja del Vino y Zamora, la capital de la provincia, situada a unos 38 km. Esta carretera permite enlazar además en el entorno de la capital con la carretera nacional N-630 que une Gijón con Sevilla así como a la autovía Ruta de la Plata, de igual recorrido que la anterior y que constituye el principal eje de transportes del oeste del país.
Es además importante la carretera provincial ZA-605, que une Toro y Salamanca, y cruza de norte a sur La Bóveda y su término.
En cuanto al transporte público se refiere, tras el cierre del Ferrocarril Ruta de la Plata, que pasaba por el cercano municipio de Morales del Vino y tenía parada en el mismo, no existen servicios de tren en el municipio ni en los vecinos, ni tampoco línea regular con servicio de autobús, siendo las estaciones más cercanas las de Toro. Por otro lado el aeropuerto de Salamanca es el más cercano, estando a unos 58 km de distancia.

## Símbolos
El escudo heráldico del municipio de La Bóveda de Toro fue aprobado mediante resolución de 22 de julio de 1998 de la Diputación Provincial de Zamora quedando blasonado de la siguiente forma:

Escudo: Español, rectangular, cuadrilongo y redondeado en punta, de proporciones seis de alto por cinco de ancho. De gules, una torre de oro, donjonada y almenada, mazonada de sable y aclarada de campo, terrasada de sinople, sobre ondas de agua de plata y azur, superada de la Cruz de Malta. Bordadura de oro con leyenda: «Nec faciat ibi alliquis homo violentiam». En letra de sable. Al timbre Corona Real Moderna, cerrada que es un círculo de oro, engastado en piedras preciosas, compuesto de ocho florones de hojas de acanto, visibles cinco, interpoladas perlas y de cuyas hojas salen sendas diademas, sumadas de perlas, que convergen en un mundo de azur, con el semimeridiano y el ecuador de oro, sumado de cruz de oro. La corona forrada de gules.

## Cultura

### Patrimonio
- Iglesia parroquial de San Juan Bautista. Fue construida entre los siglos XVII y XVIII en tapial de ladrillo y mampostería de arenisca del lugar. En la capilla de La Virgen de las Nieves encontramos una tabla de finales del siglo XV o principios del XVI, de influencia flamenca que representa a la Virgen del mismo nombre, procedente de la desaparecida ermita de las Nieves. Destaca también del interior el retablo mayor y el sagrario del siglo XVIII, además de otro retablo con la Virgen del Rosario —datada en el siglo XVI— y un Cristo del siglo XVII de tamaño natural.
- Casas solariegas. Con escudos heráldicos en mejor o peor estado de conservación se encuentran repartidas por calles como Labradores, travesía del Palacio, la plaza de León Felipe o la avenida de Toro.

### Tradiciones
- Las fiestas de La Virgen de las Nieves, son las fiestas más importantes que se celebran el 5 de agosto en honor a su patrona.
- El Lunes de Aguas, se que celebra un romería en el campo, concretamente en el contadero, el siguiente lunes del de Pascua.
- Los quintos; los jóvenes que cumplen 18 años lo celebran el segundo fin de semana de febrero, acompañados de las tradicionales jotas y de los habitantes de la localidad.

Entre los productos tradicionales de La Bóveda de Toro se encuentran los vinos y quesos.